# フロッグモア・コテージ
フロッグモア・コテージ（英語: Frogmore Cottage）はイギリスのウィンザーにあるホーム・パークの一部を占めるフロッグモア・エステートにある第2級イギリス指定建造物に指定されている邸宅である。それは1801年にイギリス王妃シャーロットの指示でフロッグモア・ハウス近くの庭園に建てられた。それはクラウン・エステート、つまり君主の公有地の一部である。

## 歴史
元々このコテージはダブル・ガーデン・コテージと呼ばれており、シャーロット王妃の1801年の支出にはボウエンによって450ポンドで建てられたと記録されている。ヴィクトリア女王は1875年6月28日にコテージで朝食をとった際「数え切れないほどの数の小さなカエル」を発見し「非常に気持ち悪い」と感じたという。1975年10月、このコテージは第2級イギリス指定建造物に登録された。登録リストの記述には歴史に関する言及がほとんどない。「19世紀初期に建てられた、欄干が付きポーチを伴うセンターブレイク、桟がついた窓があり漆喰に覆われた簡素な2階建ての家。」

### 居住者
このコテージはシャーロット王妃と未婚の娘たちの保養施設であった。1840年代、神学者のヘンリー・ジェームズ・シニアとその家族がこのコテージに住んでいた。1897年、ヴィクトリア女王の個人秘書だったアブドゥル・カリムが妻や父と共にフロッグモア・コテージに移り住んだ。1920年代、ロシア革命後に祖国ロシアから亡命した大公妃クセニア・アレクサンドロヴナが滞在した。
21世紀初頭、コテージはウィンザーの地所で働く労働者を収容する5つの独立したユニットに分けられた集合住宅であった。2019年、5月に息子のアーチー・マウントバッテン＝ウィンザーの誕生を控えていたサセックス公爵ヘンリーとメーガン妃夫妻のために王室助成金から240万ポンドの費用をかけて、4つの寝室と子供部屋を持つ一戸建て住宅に改装されたと報告されている。 国王の宮殿の一部であり、指定された遺産でもあるフロッグモア・コテージは居住者に関わらず改修そのものは予定されていた。しかし、2020年1月に公爵夫妻が王室の公務から引退して北米に移住する意向を表明した後、「フロッグモア・コテージ改装のために王室助成金から支出された費用を返済したいという希望を共有していた。」 9月には公爵によって全額を返済されたとされている。 
2020年11月にはサセックス公爵夫妻の私物がすべてコテージから撤去され、ユージェニー王女とその夫ジャック・ブルックスバンクが引っ越してきたと報じられた。しかし、 その翌月にこのコテージが空家になったと報じられた。